# Léopold Zborowski
Léopold Zborowski (1889 Varšava – 1932 Paříž) byl polský básník, spisovatel a galerista, pařížský spolupracovník Amedea Modiglianiho.

## Život
Narodil se ve Varšavě. Společně se svou manželkou Hankou Zborowskou byl součástí okruhu několika pařížských umělců, kterých díla vystavoval jako galerista a k nímž patřili například René Iché, Chaïm Soutine, Maurice Utrillo, Marc Chagall nebo André Derain.
Byl rovněž hlavním galeristou Amedea Modiglianiho, organizátorem jeho výstav a jeho přítelem v posledních letech umělcova života. Kromě jiného Modiglianimu umožnil zřídit si ateliér ve svém vlastním domě. Modigliani vytvořil tři jeho portréty, z nichž jeden se prodal v roce 2003 v aukční síni Sotheby's za 1 464 000 amerických dolarů.
Jako obchodník s Modiglianiho uměním získal menší majetek, o který ale přišel během Velké hospodářské krize v roce 1929 a nakonec zemřel v chudobě v roce 1932.

## Galerie

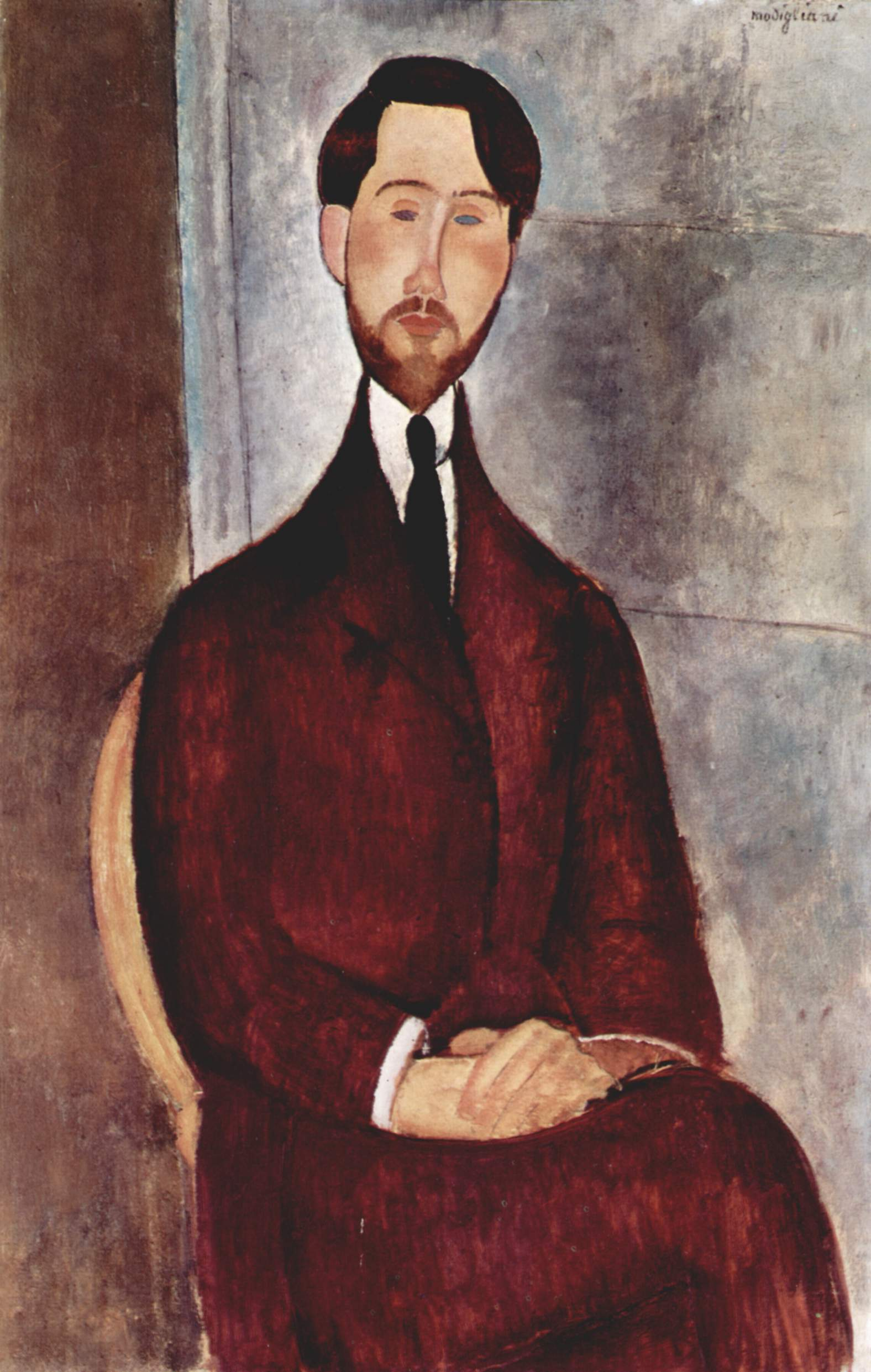
Zborowského portrét od Modiglianiho, olej na plátně, 1916
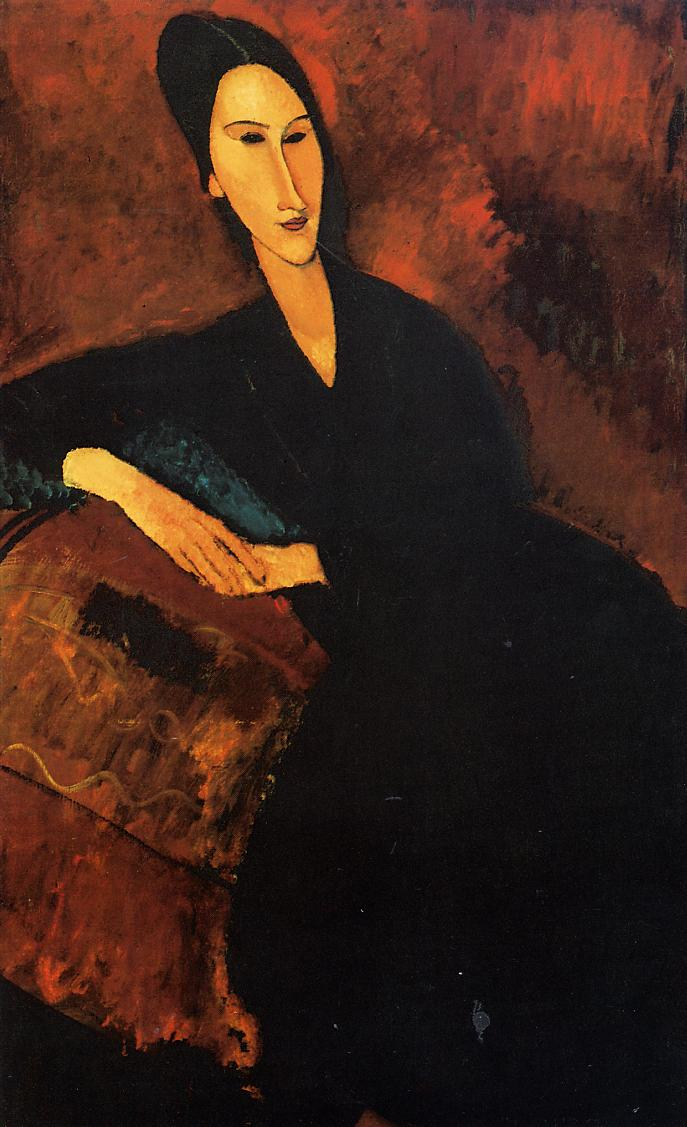
Portrét Zborowského manželky Hanky Zborowské od Modiglianiho, olej na plátně, 1917
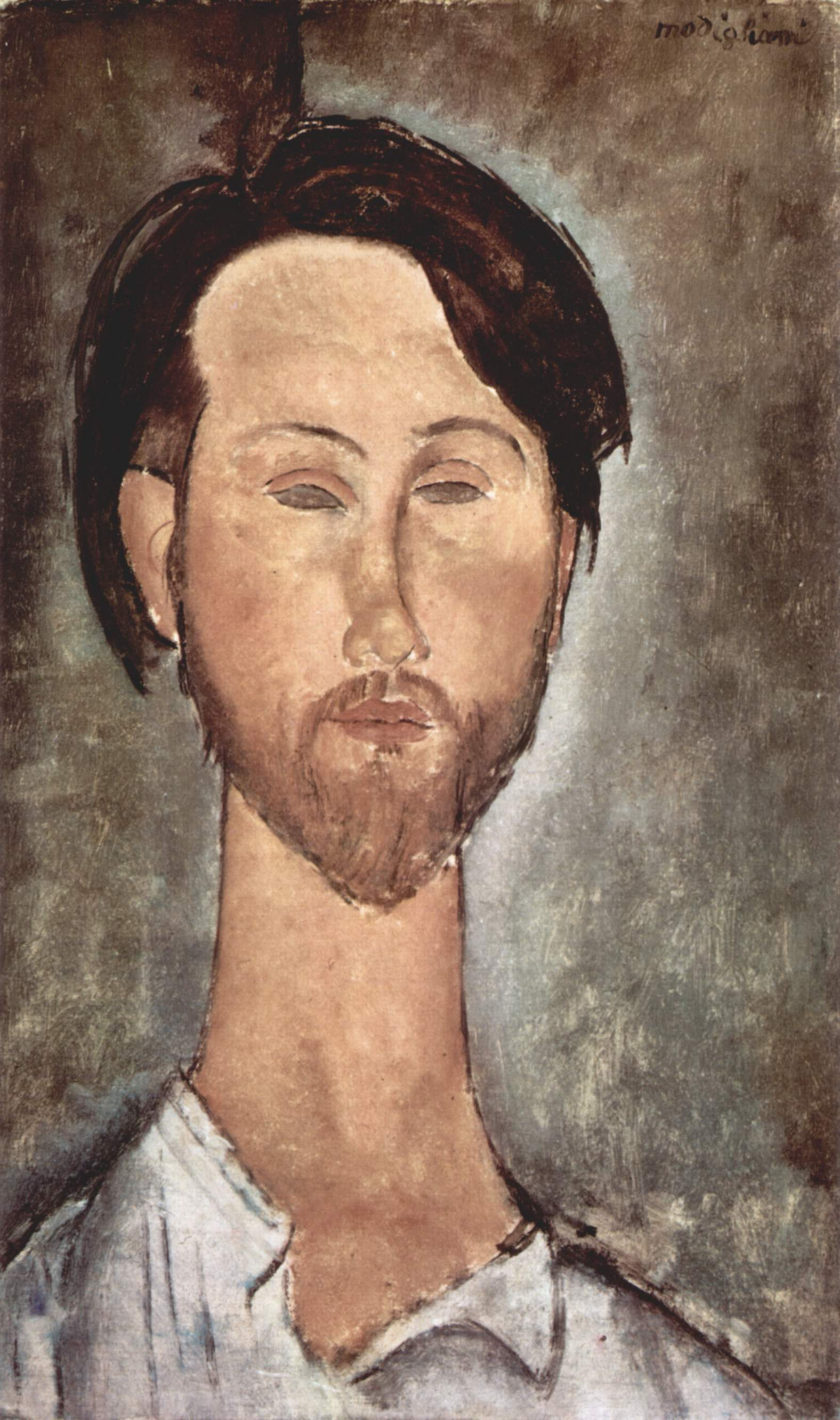
Zborowského portrét od Modiglianiho, olej na plátně, 1918